# Berlin, dernière
Berlin, dernière est un roman français de Kits Hilaire.
Publié en septembre 1990, un mois avant la réunification de l'Allemagne, Berlin, dernière est le premier livre de Kits Hilaire. Il est traduit en allemand par Barbara Traber sous le titre Berlin Letzte Vorstellung, Abschied von Kreuzberg (Berlin dernière séance, l'adieu à Kreuzberg) et publié en 1991 aux éditions Hans Erpf. En 2019, il est réédité par les Éditions Après la Lune.
Premier roman écrit, toutes langues confondues, sur la chute du mur de Berlin, il marque le début du Wenderoman,,.

## Éléments d'anthropologie urbaine
Dans Berlin dernière, Kits Hilaire donne la parole à une jeunesse qui s'est  réfugiée, en marge du système, dans une poche oubliée au détour du  Mur de Berlin. L'histoire du roman est indissociable  de ce quartier de l'Ouest collé au Mur : Kreuzberg, havre de la culture alternative, l'utopie pour ceux qui refusaient de faire partie du courant dominant. 
Kreuzberg est, d’une certaine manière, le principal protagoniste du livre. Pour la narratrice, il est au cœur de la formation de son identité. Ses héros, jeunes Allemands, artistes ou hors-normes, jeune Française en recherche d’idéal, l’ont élu à l’unanimité parce qu’il incarne, pour eux, ce lieu privilégié « où ne règne pas la loi du plus fort, mais celle du plus faible », où l’artificialité de la situation exacerbe à l’extrême une certaine frange d’humanité, la rendant paradoxalement plus humaine que la moyenne. 
En dehors de l'aspect littéraire, le texte sert de référence à plusieurs ouvrages d'anthropologie urbaine : Mythos Kreuzberg: Ethnographie eines Stadtteils (1961-1995) de Barbara Lang en 1998 ; ZeitGeschichten: die Berliner Übergangsjahre : zur Verortung der Stadt nach der Mauer de Ulrike Zitzlsperger en 2007 ou Berlin - Wiedergeburt einer Stadt: Mauerfall, Ringen um die Hauptstadt, Aufstieg zur Metropole de Hermann Rudolph en 2014).

## Génèse
Kits Hilaire a vécu pendant 5 ans dans le quartier de Kreuzberg, contre le mur de Berlin et, comme tous les  « enfants de Kreuzberg », elle se sentait « protégée par lui, exempte de passage à l’âge adulte ». Quand il a été ouvert, elle est partie à Paris et a écrit, encore sous le choc, un livre en partie autobiographique. Sous la forme d’un roman-journal, Berlin dernière raconte les immeubles menaçant ruine, les rues où flotte l’odeur du charbon et des kébabs, et le Mur. Tout ce qui appartient au " Mythe Kreuzberg ".

## Résumé de l'oeuvre
L’histoire commence quelque part dans les années 80. Kreuzberg est une île à l'intérieur de Berlin-Ouest où la narratrice française arrive à l'âge de 15 ans. Elle s'installe dans un squat, avec ses amis Andy et Schikse et Berlin, dernière nous plonge dans cette enclave en-dehors de tout espace-temps et de lieu, ce monde à la fois immobile et mouvant où chacun vit sa vie comme il l’entend,. Kreuzberg est alors le quartier des « anges noirs » venus se perdre dans le gris, la crasse et le néant d'un Berlin âpre au « romantisme exacerbé ». Le livre raconte la vie de quelques uns d'entre eux : Olga, Uwe, Helen, David... jusqu'au mois de novembre 1989 où la narratrice et ses compagnons assistent à l’événement le plus extraordinaire de la fin du vingtième siècle en Europe : la chute du Mur de Berlin. Un coup de tonnerre qui bouleverse leur existence ; ils perdent leur royaume, cette protection de pierres haïe de tous. Le roman se termine en 1990, au moment où ils sont propulsés, malgré eux, dans la grande histoire. La réunification des deux Berlin les disperse. Kreuzberg, quartier périphérique de Berlin Ouest qui n’intéressait personne, se retrouve, du jour au lendemain, au centre-ville et devient la proie des banquiers et des spéculateurs,.

## Incipit
« Rues peuplées d’anges noirs, enchaînés, cloutés, décolorés, dénaturés à l’image des murs. 
Quartier de taudis branlants réservés aux travailleurs turcs invités, comme dit si joliment la langue allemande, invités à rester là, à l’écart, collés au mur. Parents, meubles, enfants cohabitant sur des planches pourries.

Quartier réservé aux asociaux allemands, ceux qui vivent de l’aide sociale et du schnaps, aux vieillards mourant de froid dans leur lit, et le charbon là-bas si loin, trop loin cette fois.

Quartier oublié, périphérique. 

Quartier récupéré par des centaines d’anges venus fêter la fin du monde, danser sur les restes de ce monde. 

Une impression de défaite irrémédiable de l’humanité. Un grand chaos, terrible et merveilleux. Devant ces ruines, tout le possible. Tout peut exister. De la nature, enfin libéré. De la raison, enfin libéré. Rien dans ce décor de guerre n’est raisonnable. 

La fin du monde. Adulte. Le début d’autre chose, ailleurs, dans un autre univers. 

Kreuzberg 79. Le romantisme exacerbé à l’échelle d’un quartier grand comme une ville de deux cent mille habitants. »

— Incipit

## Construction littéraire
Comme la plupart des ouvrages de type Wenderoman, Berlin, dernière ne peut pas se réduire à un document, un témoignage ou une chronique. Dans ce livre, Kits Hilaire utilise la technique des courts tableaux. Berlin, dernière se construit tout en se déconstruisant, sur le modèle du Mur qui se désagrège, pièce par pièce, le mur considéré comme un abri et un nid, cassé et anéanti, vendu « graffité et certifié ». Le fond s’allie à la forme dans un récit par bribes, morcelé, comme si l'auteur arrachait au Mur des morceaux de béton pour former un amoncellement symbolique à la mémoire d’une époque disparue.

## Berlin dernière et l'Histoire
Le premier roman de Kits Hilaire tourne le dos à l’Histoire et à l’euphorie générale de l'époque, pour offrir une vision rare et discordante des événements de 1989,. Construit sur le récit d'un microcosme, il raconte la chute du Mur vue par ceux qui vivent dans son ombre, du côté ouest de Berlin. Livre punk pour les uns, hymne d’amour à cette ville différente qui a permis toutes les différences pour les autres, Berlin, dernière est régulièrement revendiqué par une jeunesse qui n’adhère pas aux modèles dominants.